# Am Großen Bruch
Am Großen Bruch – gmina w Niemczech, w kraju związkowym Saksonia-Anhalt, w powiecie Börde, wchodzi w skład gminy związkowej Westliche Börde.
1 stycznia 2010 gminę powiększono o gminę Wulferstedt, która stała się jej dzielnicą.